# Bidê ou Balde
Bidê ou Balde é uma banda de rock brasileira formada em 1998 na cidade de Porto Alegre, capital do Rio Grande do Sul.
É formada por Carlinhos Carneiro (vocal), Vivi Peçaibes (vocal e teclado), Leandro Sá (guitarra e vocal de apoio) e Rodrigo Pilla (guitarra e vocal de apoio).
Jornalistas, fãs e amigos perguntam de onde veio a inspiração para o nome da banda, mas a cada vez que são perguntados, a banda inventa uma nova resposta.

## Carreira
Em 1999, lançam o primeiro single, "Melissa".
Em 2000, sai o primeiro álbum, chamado Se Sexo é o Que Importa, Só o Rock é Sobre Amor!.
Em 2001 a banda arrebatou o prêmio de Melhor Revelação da premiação da MTV Brasil, superando, naqueles dias, a concorrência de nomes como Falamansa.
Em outubro de 2010, lançam músicas inéditas após seis anos: "Me deixa desafinar" e "Tudo é preza".
Em 2012, sai Eles São Assim. E Assim Por Diante e para divulga-lo lançam um lyric video da música “+Q1Amigo”. Em seguida, sai o videoclipe da música “Lucinha”.
Em outubro de 2015, lançam Gilgongo! ou, a Última Transmissão da Rádio Ducher, que conta com as participações especiais de Franny Glass, Renato Borghetti, Rafuagi, Edu K, Pedro Dom e Plato Divorak.
Nos dois últimos discos lançados pela Bidê ou Balde, a banda prestou reverência a uma de suas grandes influências literárias na figura do escritor norte-americano Kurt Vonnegut, autor de livros como "Matadouro 5" e "Café da Manhã dos Campeões".

## Integrantes

### Formação atual
- Carlinhos Carneiro: vocal
- Vivi Peçaibes: vocal e teclado
- Leandro Sá: guitarra e vocal de apoio
- Rodrigo Pilla: guitarra e vocal de apoio

### Músicos convidados
- Lucas Rafael Juswiak: baixo
- Guilherme Schwertner: bateria

### Ex-integrantes
- Katia Aguiar: vocal e teclado
- André Surkamp: baixo
- Marcos Rübenich: bateria
- Pedro Hahn: bateria
- Rafael Rossatto: guitarra
- Sandro Caveira: bateria
- Gisele Figueredo: vocal

## Discografia

### Álbuns de estúdio
- (2000) Se Sexo é o Que Importa, Só o Rock é Sobre Amor!
- (2002) Outubro ou Nada
- (2004) É Preciso Dar Vazão aos Sentimentos
- (2012) Eles São Assim. E Assim Por Diante
- (2015) Gilgongo! ou, a Última Transmissão da Rádio Ducher

### EPs
- (2001) Para Onde Voam os Ventiladores de Teto no Inverno?
- (2002) Exijo Respeito! Quero Viver!
- (2010) Adeus, Segunda-feira Triste

### DVD ao vivo
- (2005) Acústico MTV: Bandas Gaúchas (com Cachorro Grande, Ultramen e Wander Wildner)

## Videoclipes
- (2001) "Melissa"
- (2002) "E Por Que Não?"
- (2003) "Bromélias"
- (2003) "Cores Bonitas"
- (2004) "É Preciso Dar Vazão aos Sentimentos"
- (2005) "Hoje"
- (2013) "+Q1 Amigo"
- (2013) "Lucinha"
- (2014) "Madonna"
- (2014) "À La Minuta"
- (2015) "Fazer Tudo a Pé"

## Prêmios e indicações

### Prêmio Açorianos
| Ano  | Categoria              | Indicação                          | Resultado |
| ---- | ---------------------- | ---------------------------------- | --------- |
| 2000 | Espetáculo de Pop/Rock | Bidê ou Balde                      | Indicado  |
| 2012 | Disco de Pop           | Eles São Assim. E Assim Por Diante | Indicado  |